# Azoture de diphénylphosphoryle
L'azoture de diphénylphosphoryle (DPPA) est un composé organique. Il est couramment utilisé dans la synthèse d'autres composés organiques.

## Synthèse
L'azoture de diphénylphosphoryle peut être obtenu par réaction entre le phosphorochloridate avec l'azoture de sodium :

## Utilisations
Ce composé peut subir un replacement pseudohalogène du groupe azoture par traitement par un réactif nucléophile, comme l'eau, le butanol, l'ammoniac ou divers amines.
Ce composé est utilisé comme réactif dans la synthèse de peptides via ses réactions avec les acides carboxyliques menant soit à un carbamate, soit à une amide. La formation de carabamate est particulièrement intéressante car elle marche avec les acides carboxyliques qui ne réagissent par la réaction de Schmidt, et l'on pense qu'elle implique le transfert d'un groupe azoture sur l'acide carboxylique. Il est possible que cette réaction se déroule via un intermédiaire anhydride mixte, résultant de l'attaque de l'anion carboxylate nucléophile sur l'atome de phosphore, avec expulsion de l'ion azoture. Ce dernier attaque ensuite l'atome de carbone du groupe carbonyle, donnant un azoture d'acyle et provoque la perte d'un anion diphénylphosphate, connu pour être un bon groupe partant. Finalement, l'azoture d'acyle réagit de façon normale pour donner un carbamate.
Les études actuelles montrent que l'azoture de diphénylphosphoryle réagit avec les amines pour donner le phosphoramidate correspondant ; il semblerait que la formation de l'amide implique de façon similaire un intermédiaire anhydride, suivie par une substitution nucléophile de l'amine.

## Sécurité
L'azoture de diphénylphosphoryle est très toxique et est potentiellement explosif, comme la plupart des azotures.